# Mengen
Mengen település Németországban, azon belül Baden-Württembergben. Lakosainak száma 10 077 fő (2023. december 31.).

## Népesség
A település népessége az elmúlt években az alábbi módon változott:
| Lakosok száma | 8700 | 9851 | 9816 | 9896 | 9850 | 9995 | 10 077 |
|               | 1975 | 2014 | 2017 | 2019 | 2021 | 2022 | 2023   |